# حاصل‌ضرب تهی
در ریاضیات حاصل‌ضرب تهی نتیجهٔ ریاضی صفر مضروب در یکدیگر است. بنابر قراداد حاصل‌ضرب تهی برابر عنصر همانی ضرب (یعنی عدد ۱) گرفته می‌شود؛ همان‌طور که جمع خالی (حاصل جمع کردن صفر عدد) بنابر قرارداد برابر عنصر همانی جمع (یعنی عدد ۰) گرفته می‌شود.
عبارت «حاصل‌ضرب تهی» در مفهوم مذکور غالباً در بحث در مورد عملگرهای حساب به کار می‌رود. با این حال این عبارت گاهی در بحث در مورد اشتراک‌های نظریهٔ مجموعه‌ها، ضرب‌های رده‌ای، و ضرب در برنامه‌نویسی کامپیوتری به کار می‌رود.